# دوري ساموا الأمريكية لكرة القدم 2009
دوري ساموا الأمريكية لكرة القدم 2009 هو موسم من دوري ساموا الأمريكية لكرة القدم. فاز فيه Black Roses FC ‏.